# Selamlik

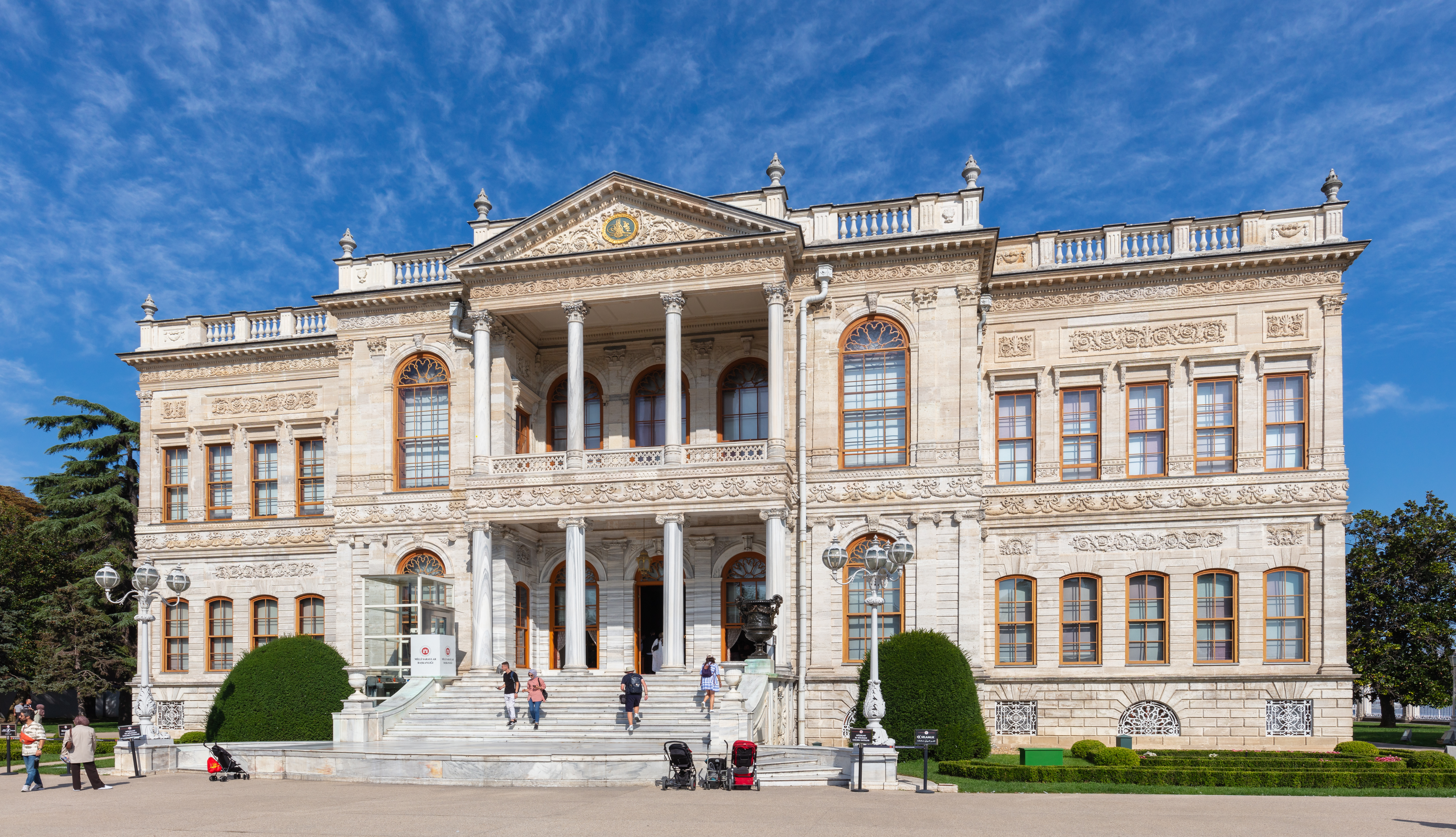
Vue extérieure du Selamlık du Palais de Dolmabahçe.

Dans l'Empire ottoman, le selamlik ou selamlique (turc : selamlık) était la partie d'un palais ou d'une maison réservée aux hommes par opposition au sérail, réservé aux femmes et interdit aux hommes.
« Dans les usages orientaux, le Selamlik est un pavillon séparé du corps de logis où le maître de la maison vient recevoir les visiteurs qu'il ne veut pas faire entrer chez lui. »
Le selamlik faisait également partie du ménage réservé aux invités (de la racine du mot selam signifiant « salutation ») semblable aux andronites (cours des hommes) de la Grèce antique, où les invités étaient accueillis par les hommes du ménage.
Ce sens architectural du mot turc doit être distingué d'une autre acception du même mot qui désigne une cérémonie officielle dans laquelle le sultan se rend dans une des principales mosquées de Constantinople à l'occasion du culte du vendredi.